# Cryptocoeloma
Cryptocoeloma is een geslacht van kreeftachtigen uit de klasse van de Malacostraca (hogere kreeftachtigen).

## Soort
- Cryptocoeloma haswelli Rathbun, 1923